# Imnadia
Imnadia é um género de crustáceo da família Limnadiidae.
Este género contém as seguintes espécies:
- Imnadia banatica
- Imnadia cristata
- Imnadia panonica